# بين باغلي
بين باغلي (بالإنجليزية: Ben Bagley)‏ هو منتج أسطوانات وملحن أمريكي، ولد في 18 أكتوبر 1933 في برلينغتون في الولايات المتحدة، وتوفي في 21 مارس 1998 في نيويورك في الولايات المتحدة.

## وصلات خارجية
- بين باغلي على موقع ميوزك برينز (الإنجليزية)
- بين باغلي على موقع قاعدة بيانات برودواي على الإنترنت (الإنجليزية)
- بين باغلي على موقع ديسكوغز (الإنجليزية)